# Sarku Japan
A Sarku Japan é uma cadeia americana de restaurantes de fast casual com foco na culinária japonesa. Fundada em 1987, a cadeia cresceu e, em setembro de 2021, contava com mais de 180 locais em 32 estados do país.
A grande maioria dos restaurantes da cadeia está localizada em praças de alimentação de shopping centers, no entanto, alguns locais de rua podem ser encontrados na Geórgia, Maryland, Nova Jérsia, Nova Iorque e Virgínia.
O cardápio do Sarku Japan é composto predominantemente de pratos teriyaki (frango, carne bovina e camarão), embora também ofereça bentō, dumpling, tempura e uma variedade de rolos de sushi.

## História

### Década de 1980–1990
O primeiro Sarku Japan foi aberto por James Chim em Boston, Massachusetts, em 1987. Chim havia trabalhado anteriormente como executivo na cadeia canadense de restaurantes de fast food Manchu Wok, época em que se inspirou para abrir seu próprio restaurante.
O restaurante provou ser bem-sucedido e, em 1991, havia se transformado em uma rede de mais de 25 lojas em oito estados, incluindo Colorado e Texas.
Em 1992, no ano seguinte, o tamanho da rede havia dobrado para mais de 50 restaurantes na Costa Leste e no Centro-Oeste.
A Sarku Japan abriu seu 100º local em 1999, acompanhando uma expansão para a Costa-Oeste.

### Anos 2000–2010
Em abril de 2002, a empresa mudou sua sede para o local atual, em Markham, Ontário.
No final da década de 2000 e início da década de 2010, a empresa embarcou em uma campanha de expansão substancial. Esses esforços incluíram a abertura de novas lojas conceituais “Teriyaki and Sushi Express”, destinadas a serem instaladas na rua em vez de em praças de alimentação de shopping centers, bem como a assinatura de um contrato com a Frisby Corp para abrir mais de 20 novos locais na Colômbia na década seguinte.
A primeira das lojas colombianas foi aberta em Pereira, Medellín e Cali em outubro de 2011, seguida por mais cinco em Medellín, Cali e Bogotá até o final do ano.
A empresa também pretendia se expandir para o Vietnã, Ásia Oriental, Europa e Oriente Médio, mas não há indicação de que esses empreendimentos tenham sido realizados. Na época, a empresa estava prevendo que a rede chegaria a 1.000 locais até o final da década.

### Anos 2020
Em março de 2020, como parte da pandemia da COVID-19, a cadeia foi forçada a fechar temporariamente quase todas as suas unidades. Esse fechamento prolongado fez com que as vendas anuais da empresa em 2020 caíssem 46% em relação ao ano anterior e deixou a cadeia em situação financeira precária.
Apesar das restrições flexíveis da COVID-19, a cadeias informou que, em janeiro de 2021, apenas 184 das 226 lojas haviam sido reabertas. Em setembro de 2021, parece que muitas dessas lojas ainda estão fechadas ou podem ter sido fechadas permanentemente.
Atualmente, a empresa lista a operação de 181 lojas em 32 estados.

## Restaurantes associados

### Kato's Cajun
A Sarku Japan é proprietária e opera a cadeia de restaurantes de fast food Cajun-Chinese Kato's Cajun. Em setembro de 2021, apenas uma unidade do Kato's Cajun estava aberta, localizada no East Towne Mall em Madison, Wisconsin. Não se sabe ao certo quantos restaurantes existiam em seu auge; no entanto, é possível encontrar listagens de antigos locais no West Towne Mall em Madison, Market Place Shopping Center em Champaign, Illinois, Arbor Place em Douglasville, Geórgia, e The Shops at Liberty Place na Filadélfia, Pensilvânia.

### Ming Tree
A Sarku Japan também é proprietária e opera a rede de restaurantes chineses de fast food Ming Tree. Aparentemente, em setembro de 2021, a cadeia Ming Tree foi extinta, pois não foi possível encontrar nenhuma lista de locais. É possível encontrar listagens de locais fechados no Dover Mall em Dover, Delaware, Security Square Mall em Baltimore, Maryland e Independence Mall em Wilmington, Carolina do Norte.